# Nabateeni
Nabateenii (în arabă: الأنباط al-ʾ Anbat, în ebraică:נבטים Nabatim) au fost o uniune de triburi nomade arabe antice care au apărut în secolul al IV-lea î.Hr. în nord-vestul Peninsulei Arabice și în sudul și sud-estul Palestinei antice la sfârșitul dominației persane ahemenide și începutul epocii elenistice,
Nabateenii s-au îndeletnicit cu comerțul de mirodenii, parfumuri, materiale textile, asfalt destinat îmbălsămărilor, pe drumuri de caravane prin pustiul Arabiei, în Edom și Neghev. Ei au reușit să identifice surse de apă și să sape puțuri pentru colectarea apei din precipitații. Pe parcursul „Drumului Balsamurilor” în sudul Palestinei până spre portul Gaza au întemeiat locuri de popas la fiecare 30-40 km. 
De la Gaza mărfurile lor își continuau drumul spre locuri de prelucrare în Egipt și spre Europa.
În secolele  I-II d.Hr. nabateenii au pus bazele unui regat, al cărei centru se afla în sudul Iordaniei din zilele noastre. Acest regat, a cărui capitală era Petra sau Sela, a fost cucerit și anexat la Imperiul Roman de către împăratul Traian.

## Originea
Cucerirea Iudeei de către babilonieni în 586 î.Hr. a produs un vid de putere în sudul Palestinei. În acea perioadă, triburi edomite au pătruns în zonă, fiind împinse spre vest de seminții arabe, între care se numărau nabateenii.
Cea dintâi apariție certificată a nabateenilor a fost semnalată prin 312-311 î.Hr., când au fost atacați, fără succes, la Sela sau Petra, de către Athenaeus, un ofițer al nobilului și satrapului macedonean Antigonus I, în cadrul celui de-al III-lea război dintre diadohi. Evenimentul este menționat de către generalul și istoricul grec Ieronim din Cardia, în relatarea sa privind bătălia.
Pe la 50 î.Hr. istoricul grec Diodor din Sicilia l-a citat pe pe istoricul Ieronim din Cardia, adăugând: „Așa cum seleucizii au încercat să-i supună, așa au făcut și romanii mai multe tentative de a pune stăpânire  pe profitabilul lor comerț.”  
(Surse: „Bibliografie”)
Cultura nabateeană a fost influențată din mai multe direcții. Ea a adoptat limba aramaică, care apare atât în documente, ca de pildă într-o scrisoare către Antigonus, cât și pe monede și inscripții. În perioada decăderii puterii seleucide, nabateenii au izbutit să pună bazele unui regat în sud-estul și estul Mării Moarte, ulterior extins către nord, pe pământurile roditoare de la est de râul Iordan. Ei au cucerit Hauranul și pe la 85 î.Hr. regele lor, Aretas al III-lea, s-a văzut stăpân al Damascului și al Coele Syriei.  
Numele proprii din inscripții sugerează, însă, că ar fi de origine arabă, dar influențate de aramaică.
După Starcky, strămoșii nabateenilor ar fi fost mai degrabă Nabatu din sudul Arabiei (migrația pre-Khalană). 
Deoarece diferite grupuri din cadrul nabateenilor își scriau numele în moduri ușor diverse, arheologii nu au tranșat chestiunea dacă era vorba de același trib și care din ele erau nabateenii originari.
S-a propus ca vatră a nabateenilor, în primul rând, nordul și nord-estul Peninsulei Arabe, unul din argumente fiind similaritatea numelor de zeități adorate în aceste zone și similaritatea cu inscripțiile unor alte grupuri arabe din jumătatea sudică a Mesopotamiei.

## Nume
Potrivit savantului Edward Lipiński, numele nabateenilor a fost  Nabaʾatu, care a fost o formă de plural "ruptă" a termenului nabī (نبي), însemnând "om distins". Această pronunție s-a reflectat în forma babiloniană a numelui cuneiform (𒉌𒁀𒀀 (Nebaʾa}. Formularul Nabayatu a numelui ar fi reflectat practica comună de a înlocui oprirea glotală cu un aproximant palatal.

## Situri arheologice
- Petra și Mica Petra în Iordania
- Bosra în Siria
- Mada'in Saleh în nord-vestul Arabiei Saudite.
- Jabal al-Lawz,[9]  în nord-vestul Arabiei Saudite.
- Shivta în deșertul Negev din Israel; disputat ca precursor nabataean al unei colonii bizantine.
- Avdat în deșertul Negev din Israel
- Mamshit în deșertul Negev din Israel
- Haluza în deșertul Negev din Israel
- Dahab în în sudul Peninsulei Sinai, Egipt; un port comercial nabataean excavat.